# Journal of Democracy
Journal of Democracy — ежеквартальный академический журнал, основанный в 1990 году и являющийся официальным изданием Международного форума демократических исследований Национального фонда демократии. Он охватывает изучение демократии, демократических режимов и продемократических движений по всему миру. 
Помимо научных исследований и аналитики, журнал включает в себя отчёты активистов с мест событий, обновлённую информацию о выборах и обзоры современной литературы в этой области. Среди авторов, публиковавшихся в журнале, были Вацлав Гавел, Далай-лама и Збигнев Бжезинский. Журнал издаётся издательством Университета Джонса Хопкинса.
Редакторы «Journal of Democracy» заказывают большинство статей, но рассматривают и незапрошенные статьи. Журнал не проводит официальную экспертную оценку всех представленных статей, но некоторые из них «отправляются сторонним учёным или специалистам для комментариев и оценки». 
По данным Journal Citation Reports, по состоянию на 2021 год импакт-фактор журнала составил 4,663.